# Roman Sergejewitsch Madjanow

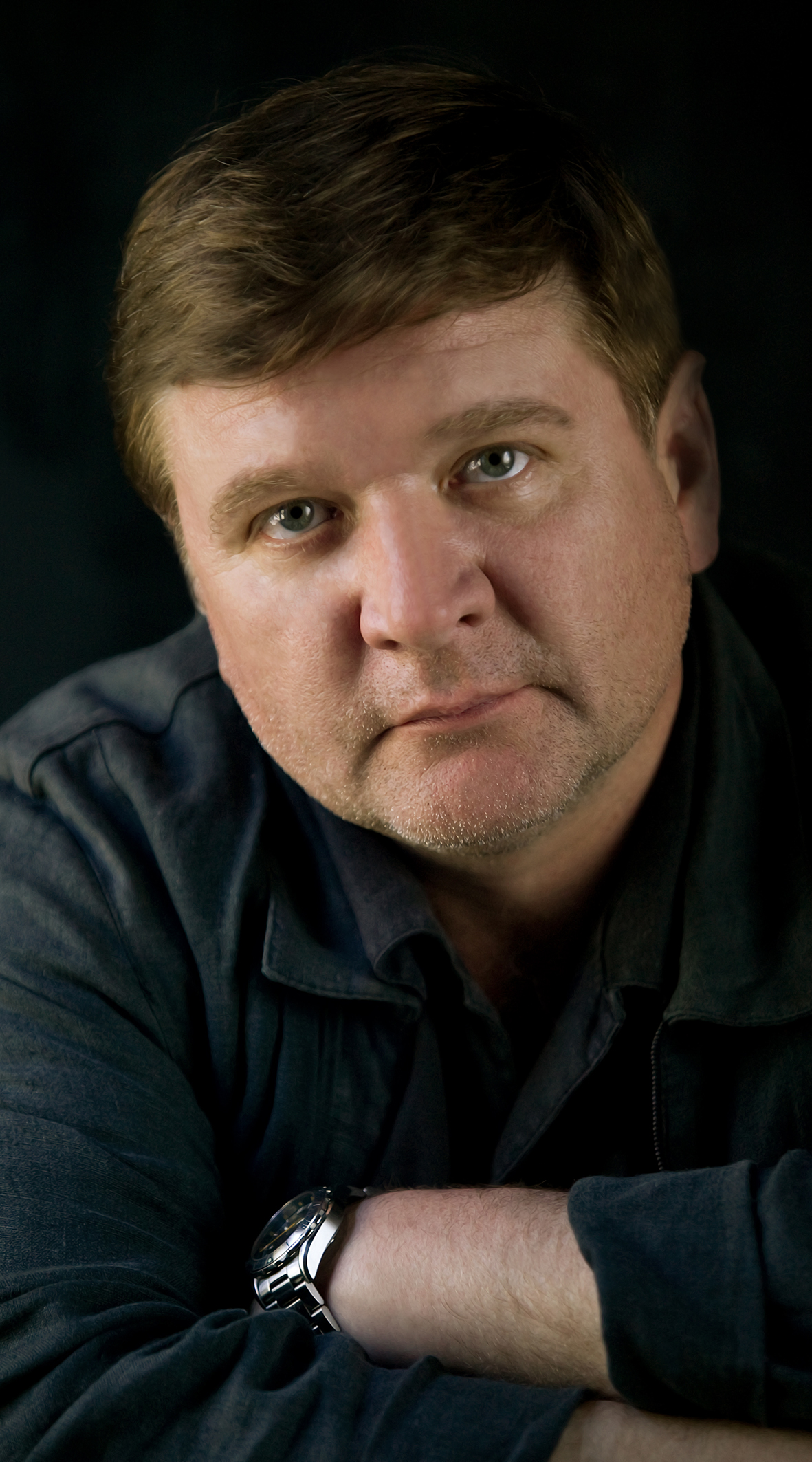
Roman Madjanow 2007

Roman Sergejewitsch Madjanow (russisch Роман Сергеевич Мадянов; * 22. Juli 1962 in Dedowsk, Oblast Moskau, Sowjetunion; † 25. September 2024 in Moskau) war ein sowjetisch-russischer Schauspieler.

## Leben
Roman Madjanow wurde am 22. Juli 1962 in der Stadt Dedowsk in der Oblast Moskau geboren. Sein Vater, Sergei Wenjaminowitsch Madjanow, arbeitete als Fernsehredakteur und Mutter Antonina Michajlowna als Bibliothekarin.
Madjanows Vater arbeitete als Regisseur im Fernsehen und nahm Roman und seinen älteren Bruder Wadim oft mit zur Arbeit. Dort wurde er von Assistenten der Regisseure bemerkt, was ihn 1971 zu seinem Filmdebüt in einer episodischen Rolle im Film Perewod s anglijskogo führte. Er nahm auch an den Dreharbeiten zu Werbespots teil.
Als Theaterdarsteller war Madjanow an verschiedenen Moskauer Häusern aktiv, darunter von 1985 bis 2007 am Majakowski-Theater. Er wurde mehrfach für seine Bühnenarbeit ausgezeichnet.
Im Jahr 1995 wurde Madjanow der Titel Verdienter Künstler der Russischen Föderation verliehen.
Ende 2002 nahm er am Spiel Slaboje sweno teil (Gewinn 402.000 Rubel).
Madjanow starb am 25. September 2024 im Alter von 62 Jahren an Lungenkrebs.

## Filmografie (Auswahl)
- 1971: Perewod s anglijskogo
- 1973: Ganz unverbesserlich
- 2005: Strafbataillon
- 2005: Jessenin
- 2007: Ironie des Schicksals. Die Fortsetzung als Milizionär
- 2007: 12
- 2008: Wildes Feld als Milizionär
- 2010: Dostojewski als Verleger Stellowski
- 2013: Legende Nr. 17 als Wladimir Alfer
- 2014: Leviathan als Bürgermeister
- 2022: Rettungsbund als Graf Alexei Araktschejew